# Jason Brown
Jason Roy Brown (nacido el 18 de mayo de 1982) es un exfutbolista internacional galés de origen jamaicano que jugaba de Guardameta. Actualmente es el entrenador de arqueros en Gillingham.

## Carrera de club
Nacido en Southwark, Inglaterra, Brown empezó su carrera como jugador en Charlton Atlético, antes de hacer su debut profesional con Gillingham.
Brown estuvo votado como jugador del año por sus rendimientos durante el 2005–06 y estuvo convocado para la Selección de Gales para un amistoso el 20 de mayo. Brown finalmente hizo su debut con el equipo nacional de galés en un amistoso contra Trinidad y Tobago el 27 de mayo de 2006.
Brown firmó para Blackburn Rovers al mes siguiente con un contrato de cuatro años.
El 11 de septiembre de 2010, Brown firmó para Leeds United en préstamo. Meses después debutó luego de que Kasper Schmeichel se lesionara, reemplazándolo contra Ipswich Ciudad el 2 de octubre después de que Shane Higgs saliera lesionado, después del préstamo, Brown lo extendido por un mes, hasta el 13 noviembre. El 5 de octubre, Brown reveló un interés en quedarse en Leeds. Brown hizo su primer partido para Leeds contra Middlesbrough. Su préstamo llegó a su fin el 15 de noviembre.
El 19 de noviembre de 2010, Brown firmó para Leyton Orientar en un préstamo de un meses. El 3 de marzo de 2011, el Cardiff City realizó un trato de préstamo de emergencia, después de que los porteros de Cardiff David Marshall, Tom Heaton y Jordania Santiago, se lesionaran. El día siguiente, Stephen Bywater también firmó a préstamo, y Brown quedó fuera del equipo, pero a pesar de jugar durante su período inicial, Cardiff decidió extender su préstamo hasta el fin de la temporada.
El 20 de julio de 2011, Brown unió club de Premier League escocesa Aberdeen en una transferencia libre.
Brown se unió a Ipswich Town , el 28 de marzo de 2013.  Después de este períodoficho con Cambridge United, él luego jugado para Sutton Unitedó.
El 23 de junio de 2014, Brown firmó para Dartford. Brown dejó Dartford el 28 de abril de 2015 en el fin de la temporada 2014–15 y re-firmado para Sutton United. Brown se retiró de fútbol en la edad de 33 en el verano de 2015.

## Entrenador de arqueros
Brown se retiró de jugar al final del 2014 para ser entrenador de arqueros en el club Gillingham en el verano de 2015.

## Carrera internacional
Brown hizo su debut con Gales en un amistoso en contra Trinidad y Tobago el 27 de mayo de 2006, en un 2–1 victoria para Gales. Su segundo partido fue cuándo Gales jugó contra Liechtenstein. Su primera derrota con la selección galesa fue en mayo de 2012, el juego acabado en un 2–0 derrota en contra México con goles de Aldo de Nigris

## Vida personal
Brown tiene dos niños.

## Estadística de carrera

### Club
| Club                     | Temporada        | Liga                    | Liga | Liga  | FA Cup | FA Cup | Copa de la Liga | Copa de la Liga | Otros | Otros | Total | Total |
| Club                     | Temporada        | Temporada               | Pj   | Goles | Pj     | Goles  | Pj              | Goles           | Pj    | Goles | Pj    | Goles |
| ------------------------ | ---------------- | ----------------------- | ---- | ----- | ------ | ------ | --------------- | --------------- | ----- | ----- | ----- | ----- |
| Gillingham               | 2001–02          | Primera División        | 10   | 0     | 0      | 0      | 0               | 0               | —     | —     | 10    | 0     |
| Gillingham               | 2002–03          | Primera División        | 39   | 0     | 3      | 0      | 2               | 0               | —     | —     | 44    | 0     |
| Gillingham               | 2003–04          | Primera División        | 22   | 0     | 0      | 0      | 3               | 0               | —     | —     | 25    | 0     |
| Gillingham               | 2004–05          | Championship            | 16   | 0     | 0      | 0      | 1               | 0               | —     | —     | 17    | 0     |
| Gillingham               | 2005–06          | League One              | 39   | 0     | 0      | 0      | 2               | 0               | 0     | 0     | 41    | 0     |
| Gillingham               | Total            | Total                   | 126  | 0     | 3      | 0      | 8               | 0               | 0     | 0     | 137   | 0     |
| Blackburn Rovers         | 2006–07          | Premier League          | 1    | 0     | 0      | 0      | 0               | 0               | 0     | 0     | 1     | 0     |
| Blackburn Rovers         | 2008–09          | Premier League          | 4    | 0     | 1      | 0      | 2               | 0               | —     | —     | 7     | 0     |
| Blackburn Rovers         | 2009–10          | Premier League          | 4    | 0     | 1      | 0      | 3               | 0               | —     | —     | 8     | 0     |
| Blackburn Rovers         | Total            | Total                   | 9    | 0     | 2      | 0      | 5               | 0               | 0     | 0     | 16    | 0     |
| Leeds Unido (préstamo)   | 2010–11          | Championship            | 4    | 0     | 0      | 0      | 0               | 0               | —     | —     | 4     | 0     |
| Leyton Orient (préstamo) | 2010–11          | Liga Un                 | 3    | 0     | 2      | 0      | 0               | 0               | 0     | 0     | 5     | 0     |
| Aberdeen                 | 2011–12          | Premier League escocesa | 20   | 0     | 5      | 0      | 1               | 0               | —     | —     | 26    | 0     |
| Aberdeen                 | 2012–13          | Premier League escocesa | 2    | 0     | 0      | 0      | 0               | 0               | —     | —     | 2     | 0     |
| Aberdeen                 | Total            | Total                   | 22   | 0     | 5      | 0      | 1               | 0               | —     | —     | 28    | 0     |
| Cambridge United         | 2013–14          | Premier de conferencia  | 0    | 0     | 0      | 0      | —               | —               | 2     | 0     | 2     | 0     |
| Sutton United            | 2013–14          | Sur de conferencia      | 21   | 0     | 0      | 0      | —               | —               | 2     | 0     | 23    | 0     |
| Dartford                 | 2014–15          | Premier de conferencia  | 30   | 0     | 3      | 0      | —               | —               | 3     | 0     | 36    | 0     |
| Sutton United            | 2015–16          | Sur de conferencia      | 0    | 0     | 0      | 0      | —               | —               | 2     | 0     | 0     | 0     |
| Total de carrera         | Total de carrera | Total de carrera        | 215  | 0     | 15     | 0      | 14              | 0               | 7     | 0     | 251   | 0     |

1. 1 2  Appearance(s) in FA Trophy
2. 1 2  Appearances in Conference South play-offs

### Internacional
| Equipo nacional | Año   | Apariciones | Goles |
| --------------- | ----- | ----------- | ----- |
| Gales           | 2006  | 2           | 0     |
| Gales           | 2012  | 1           | 0     |
| Total           | Total | 3           | 0     |